# Lily (ラックライフの曲)
『Lily』（リリー）は、ラックライフのメジャー8作目のシングル。2019年5月8日にLantisから発売された。

## 概要
前作「Naru」から約6か月振りのリリース。
表題曲「Lily」は、テレビアニメ『文豪ストレイドッグス』第3シーズンエンディングテーマ。

「名前を呼ぶよ」、「風が吹く街」、「僕ら」に続く4度目の文豪ストレイドッグスのタイアップ。
アーティスト盤とアニメ盤の2形態でリリース。
アニメ盤は描き下ろしイラストジャケットとなっており、アーティスト盤には2018年に開催された10周年記念ツアーから、ダイジェスト映像を収録したライブDVDを同梱している。
「自分の人生で歌にならなかったことをキャラクターと重ねることによって、「あのときの気持ちを、曲にしないまま素通りしていたんだ」って気づかされる。『文スト』のタイアップがなければ曲にできなかったことが曲にできているので、とても感謝しています。」とインタビューで語っている。

## 収録曲
（全作詞・作曲：PON） 
1. Lily
編曲：ラックライフ、本間昭光
テレビアニメ『文豪ストレイドッグス』第3シーズンエンディングテーマ
2. meaning
編曲：ラックライフ
3. フレンズ
編曲：ラックライフ